# Alpha Waves
Alpha Waves (Continuum en Amérique du Nord) est un jeu vidéo de plates-formes développé et édité par Infogrames, sorti en 1990 sur DOS, Amiga et Atari ST.

## Accueil
- Amiga Format : 70 % (Amiga)[1]
- The One : 80 % (DOS)[2]